# Нагадасака
Нагадасака цар Маґадги від 437 до 413 року до н. е.
Після убивства власного батька здійнявся на престол і правив протягом 24 років. Був повалений в результаті народних заворушень, після чого престол зайняв Шайшунага